# Germano Baron
Germano Baron, nome di battaglia "Turco" (Poleo, 12 dicembre 1922 – Schio, 8 luglio 1945), è stato un partigiano e militare italiano, decorato con la medaglia d'oro al valor militare alla memoria dopo la seconda guerra mondiale.

## Biografia
Contadino, nacque in famiglia numerosa: sette fratelli, di cui durante la seconda guerra mondiale quattro furono sotto le armi. Venne arruolato nella Divisione Alpina Julia e inviato sul fronte russo, dal quale rientrò nel 1942, perché gli si erano congelati i piedi.
Venne ricoverato all'ospedale di Varese e dopo l'Armistizio di Cassibile, ritornato a casa, si aggregò alla Resistenza vicentina nelle bande armate partigiane, e successivamente alla divisione "Ateo Garemi", di ispirazione comunista, delle Brigate Garibaldi. Con il nome di battaglia "Turco", fu lui a dirigere il famoso assalto alla caserma della Guardia Nazionale Repubblicana presso Tonezza del Cimone avvenuto il 15 luglio 1944. Durante lo scontro perirono 7 militi fascisti (di cui 5 adolescenti - avanguardisti) e 3 partigiani. Il Baron stesso rimase ferito.
Il suo Battaglione - al quale aveva voluto dare il nome del suo amico Luigi Marzarotto, uno dei partigiani caduti proprio in quell'assalto - combatté sino a quando i tedeschi (che si erano anche resi responsabili nell'aprile del 1945 dell'eccidio di Pedescala), non si furono ritirati definitivamente dalle valli del Vicentino. In quei giorni, Baron venne consultato, quale comandante del Btg. "Bressan" in merito alla sorte dei tedeschi/ucraini catturati a Pedescala il 29 Aprile. Nonostante l'ordine di lasciarli andare, i prigionieri furono uccisi infoibati alla Grotta della Rossetta, a Tonezza del Cimone, dai partigiani di Giuseppe Costa "Ivan".
Morì all'ospedale di Schio l'8 luglio 1945 (il giorno seguente all'eccidio di Schio) in circostanze mai completamente chiarite a causa di un incidente stradale. Dai documenti risulterebbe che l'incidente in moto fosse avvenuto in una strada presso Trento, tuttavia il ferito fu ricoverato all'ospedale di Schio. Fu ipotizzato che l'incidente fosse una copertura del coinvolgimento del Baron nell'eccidio di Schio, oppure al contrario che fosse stato ucciso in quanto contrario alla strage.  Nessuna di tali ipotesi trovò conferma provata.
Nel grande monumento sito a Vallortigara/Schio, che celebra i caduti partigiani del reparto "Val Leogra", i circa 50 caduti originari di Schio sono elencati in ordine alfabetico. Il nome di Germano Baron tuttavia è iscritto per ultimo, evidentemente aggiunto in un tempo successivo.
Della sua scomparsa si rammaricarono anche gli esponenti Alleati che ritenevano il Baron una fonte autorevole per le indagini sull'eccidio summenzionato.
Il Presidente della Repubblica Oscar Luigi Scalfaro, nel 1994, gli ha concesso la massima ricompensa al valor militare, 49 anni dopo la sua morte.